# Megapodius pritchardii
Megapodius pritchardii е вид птица от семейство Megapodiidae. Видът е застрашен от изчезване.

## Разпространение
Видът е разпространен в Тонга.